# Djupliggande enkelvalvsstation

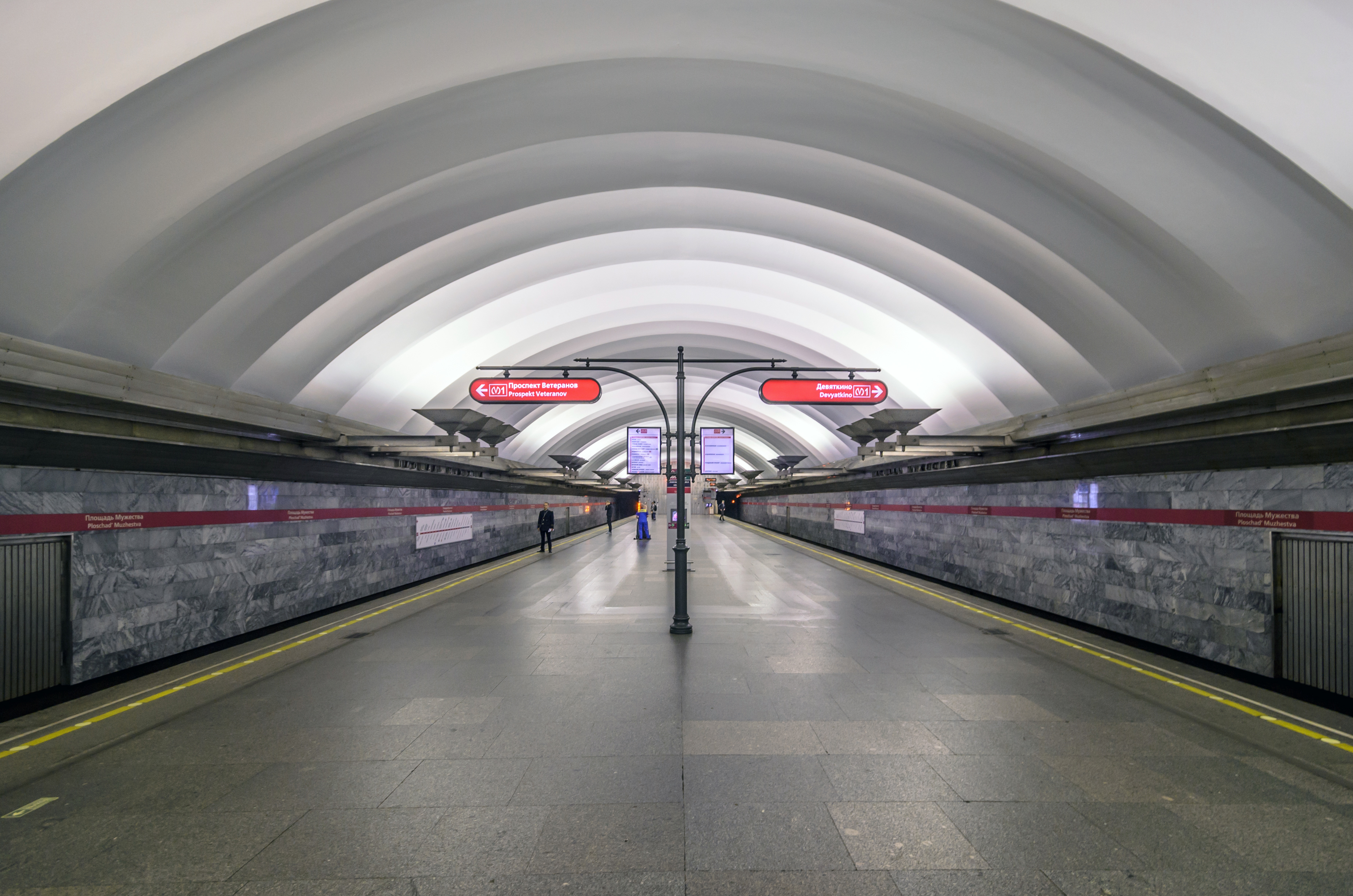
Plosjtjad Muzjestva, Sankt Petersburgs tunnelbana

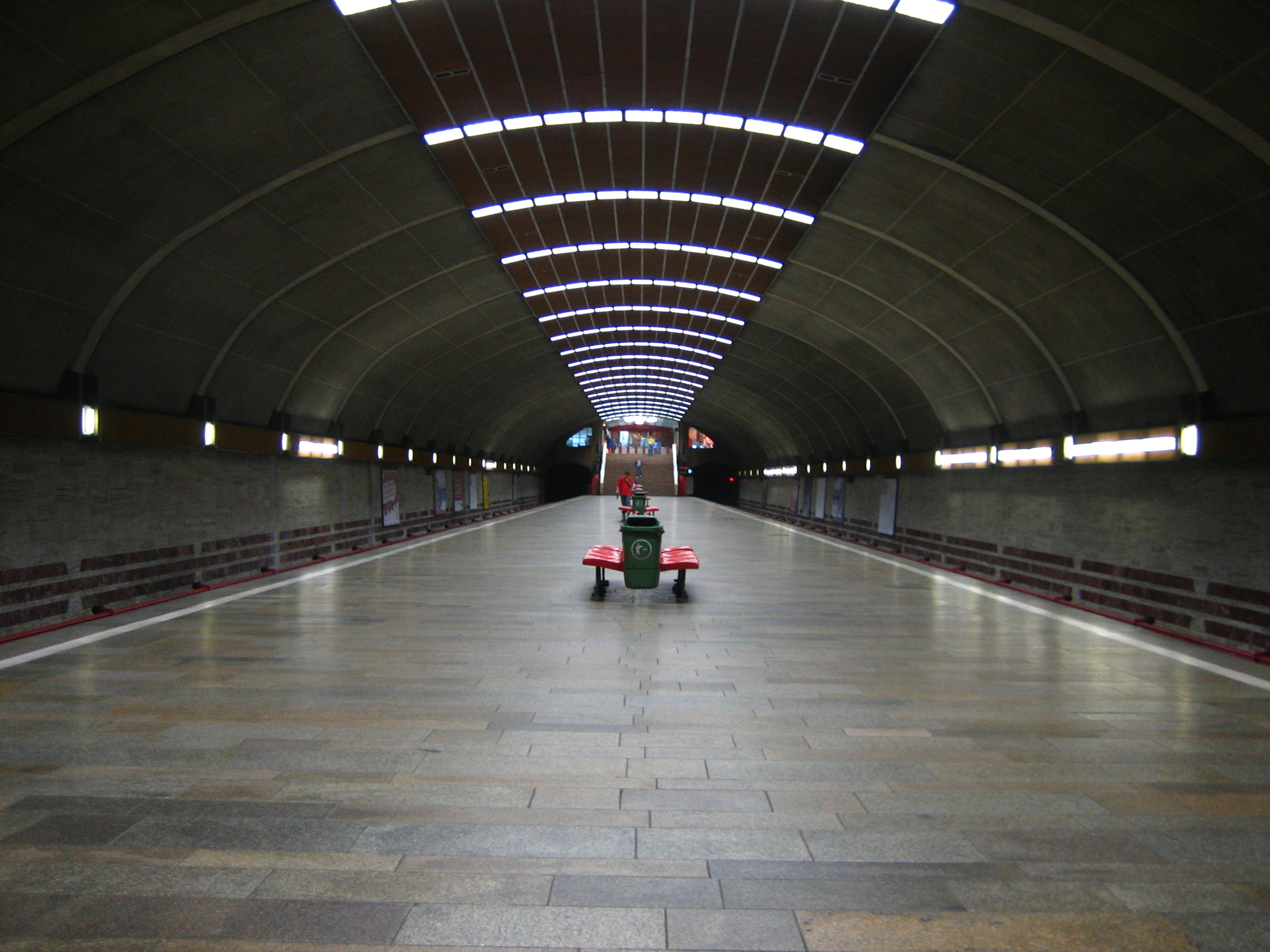
Titan, Bukarests tunnelbana

En djupliggande enkelvalvsstation (från ryska: Односводчатая станция глубокого заложения, Odnosvodtjataja stantsija glubokogo zalozjenija) är en typ av tunnelbanestation på stort djup under marken, där spår och plattform befinner sig i en hög och bred hall bestående av ett enda valv.
Begreppet kommer troligen från Sankt Petersburg, där svåra markförhållanden resulterade i att de flesta tunnelbanestationerna byggdes på stort djup. För att stå emot det starka jordtrycket ovanifrån, byggdes de första stationerna som pylonstationer eller djupliggande pelarstationer bestående av tre separata hallar stöttade av kraftiga pyloner respektive pelare. Stadens första enkelvalvsstationer, Politechnitjeskaja och Plosjtjad Muzjestva där spåren befinner sig på 65 respektive 67 meter under markytan, stod båda färdiga år 1975. Då samma teknik togs i bruk i andra städer kallades byggstilen "Leningradteknologi".
I Moskva finns bara en station av typen djupliggande enkelvalvsstation, Timirjazevskaja som öppnades 1991, men flera ytnära enkelvalvsstationer.